# Stipa aliena
Stipa aliena är en gräsart som beskrevs av Yi Li Keng. Stipa aliena ingår i släktet fjädergrässläktet, och familjen gräs. Inga underarter finns listade i Catalogue of Life.